# Pierre Lavergne
Pour les articles homonymes, voir Lavergne.
Pierre Lavergne, né le 18 mars 1922 à Ciboure et mort le 30 décembre 1993 à Limoges, est un joueur français de rugby à XV, qui a joué avec l'équipe de France, le Saint-Jean-de-Luz olympique et l'USA Limoges au poste de pilier (1,73 m pour 95 kg). 

## Carrière de joueur

### En club
- Saint-Jean-de-Luz OR
- USA Limoges

### En équipe nationale
Il a disputé un test match le 14 janvier 1950 contre l'équipe d'Écosse.

## Statistiques en équipe nationale
- Sélections en équipe nationale : 1
- Tournoi des Cinq Nations disputé : 1950